# English Dogs
Gli English Dogs sono un gruppo musicale britannico di genere punk rock/crossover thrash, fondato nel 1981.

## Storia
Nati in pieno periodo punk, la band si è subito imposta nella scena inglese andando in tour con band del genere come Charged GBH e Discharge. Tuttavia dopo la dipartita del cantante Peter "Wakey" Wakefield, con il nuovo entrato chitarrista Graham "Gizz" Butt il gruppo ha deciso di evolversi negli anni in un vero e proprio gruppo heavy metal: con gli album Invasion of the Porky Men  e Forward Into Battle il gruppo decise quindi di avvicinarsi alle sonorità più tipiche della NWOBHM.
Dopo continui scioglimenti, di cui uno avvenuto nel 1987 con l'attività ripresa nel 1993 con il ritorno del vocalist Wakey, nel 1997 hanno nuovamente chiuso i battenti cambiando nome in Janus Stark e rimanendo in attività fino al 2002, anno in cui il gruppo ha deciso di ritirarsi dalla scene in seguito a contrasti interni.
Negli anni seguenti la band ha ripreso la propria attività ma diramandosi in due gruppi separati: nel 2007 Wakey ha deciso di rifondare il gruppo con il nome English Dogs, ma stavolta in veste punk rock; contemporaneamente nel 2011, Gizz, in occasione del tour negli Stati Uniti, ha deciso di ritirare su il complesso con lo stesso nome e con il resto della vecchia formazione originaria, ma creando invece un progetto dalle sonorità crossover thrash metal/hardcore punk. Di conseguenza si sono creati due progetti paralleli con lo stesso nome, anche se nel 2017 Wakey ha deciso di porre fine alla sua incarnazione degli English Dogs, rimanendo di fatto in vita la formazione di Gizz.

## Formazione

### Formazione attuale
- Matt Woods - voce
- Nick Winch - chitarra
- Stu - batteria
- "Wattie" Watson - basso

### Ex componenti
- Ade Bailey - voce
- Graham Gizz Butt - chitarra
- Jon Murray - chitarra
- Andrew "Pinch" Pinching - batteria

## Discografia

### Album in studio
- 1984 - Invasion of the Porky Men
- 1985 - Forward Into Battle
- 1987 - Where Legend Began
- 1994 - Bow to None
- 1995 - What a Wonderful Feeling to Be F**ked By Everyone
- 1995 - All the World's a Rage

Demo
- 1982 - Demo '82 tape

EP
- 1995 - Sei Was Du Bist
- 2008 - Tales From The Asylum

Singoli
- 1983 - Mad Punx and English Dogs
- 1984 - To the Ends of the Earth
- 1986 - Metalmorphosis